# Spintria

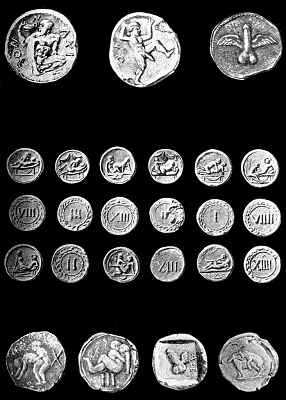
Spintriae aus Pompeji

Als Spintriae (Sg. Spintria) spricht die moderne Forschung münzähnliche tesserae an, die vermutlich aus der frühen römischen Kaiserzeit stammen und auf der Motivseite gelegentlich erotische Motive darstellen, auf der anderen Seite eine Zahl aufweisen.

## Begrifflichkeit
Wohl in Anlehnung an das griechische σφιγκτήρ (Schließmuskel) bzw. σφίγκτης (unzüchtiger Mensch) bezeichnet der Begriff spintria (lat.: „Strichjunge“) in den antiken Texten keinen Gegenstand, sondern ausschließlich Personen, die als männliche Prostituierte verstanden wurden.
Der Gelehrte Ezechiel Spanheim verband in einer 1664 veröffentlichten Schrift tesserae, die erotische Motive trugen, mit den literarisch überlieferten Erzählungen von sexuellen Ausschweifungen des Kaisers Tiberius auf der Insel Capri. In diesen diffamierenden Berichten ist auch von anwesenden spintriae die Rede. Spanheim schloss sich offenbar einer zu seiner Zeit bereits gängigen Begrifflichkeit an und führte die Bezeichnung spintria in die moderne Forschungsliteratur ein. Ob und wie solche tesserae in der Antike genau bezeichnet wurden, wissen wir allerdings nicht.

## Beschreibung
Im Gegensatz zu Münzen sind verhältnismäßig wenige münzähnliche tesserae erhalten – was sie auch zu einem begehrten Sammlergegenstand avancieren ließ. Die Arbeit von Bono Simonetta und Renza Riva aus dem Jahr 1981 stützt sich auf 184 bekannte tesserae, die als Spintrien angesprochen werden. Diese runden, münzähnlichen tesserae mit einem Durchmesser von 20 bis 23 mm sind in der Regel aus Bronze, manche Exemplare auch aus Messing. Bekannt sind fünfzehn verschiedene Spintrien mit erotischen Szenen mit zwei Personen auf der Motivseite, während auf der Rückseite in einem Kreis aus Punkten oder einem linearen Kreis, der seinerseits von einem Kranz umgeben ist, Zahlen stehen, die in der Regel von I bis XVI reichen. Auf manchen Spintrien steht vor den Numeralen II, IIII und VIII ein „A“. Unklar ist, ob zu diesen Spintrien auch eine kleine Gruppe von ähnlichen Objekten zu rechnen ist, die aus Messing gefertigt sind und statt der ansonsten üblichen Paare auf der Motivseite nur Einzelpersonen zeigen, die allerdings ebenfalls in einen erotischen Kontext gehören: eine nackte Frau, der Gott Pan mit erigiertem Penis und weitere. Es gibt aber auch Spintrien, die auf der Motivseite ein Porträt ohne sexuellen Bezug zeigen.

## Deutungen in der Forschung
Die Deutung der Spintrien ist umstritten. Ezechiel Spanheim, der im 17. Jahrhundert als einer der ersten die Spintrien behandelte, sah in den Marken Gutscheine, die in den Theatern unter den Besuchern verteilt wurden, wie antike Texte überliefern. In der Folgezeit traten daneben weitere Vorschläge: Eintrittsmarken für Theater- oder Thermenbesuche; Jetons für Bordelle, die auf der Rückseite den Wert der auf der Vorderseite abgebildeten Dienstleistungen angaben, die der Besitzer in Anspruch nehmen konnte; Spielmarken.
Zurzeit werden vor allem die Deutungen als Spiel- und als Bordellmarken vertreten.
Theodore V. Buttrey ordnete die Spintrien in einem Aufsatz von 1973 in einen weiteren Kontext ein: Neben den tesserae mit erotischen Motiven nahm er als zusammengehörig ähnliche an, deren Motivseite jedoch Götter und Porträts zeigen. Buttrey setzte hierbei also das gemeinsame Charakteristikum der Zahlen auf der Rückseite als wichtiger an als die unterschiedliche Form der Motivgestaltung. Da er meinte, die Porträts bestimmten Kaisern und Angehörigen des Kaiserhauses zuweisen zu können, kam Buttrey in Verbindung mit der Regierungszeit dieser Herrscher zu einer Datierung der Spintrien in die Zeit zwischen 22 und 37 n. Chr. Einen Zusammenhang zwischen den beiden Gruppen von Objekten mit erotischen Motiven und denen mit anderen Bildern sah Buttrey in Stempelkopplungen der Rückseiten, also darin, dass die Zahlseiten mehrere tesserae mit Porträts mit demselben Stempel geprägt wurden wie die Zahlseiten einzelner tesserae mit erotischen Motiven. Demnach entstammten die tesserae alle einer einzigen Werkstatt. Die mehrfach auftretende Beschriftung „AVG“ anstelle einer Zahl las Buttrey als Abkürzung von „Augustus“ oder „Augusta“, bzw. deren Pluralformen, und somit als Verweis auf das Kaiserhaus. Er nahm an, dass die späteren Klatschgeschichten, die der Schriftsteller Sueton im 2. Jahrhundert n. Chr. über Tiberius verbreitete, auch aus diesen Objekten gelesen wurden. Ob bereits die Zeitgenossen der Prägung solche Hinweise beabsichtigten, ließ Buttrey offen. Auch auf einen genauen Verwendungszweck wollte er sich nicht festlegen, jedoch wies er einen zwingenden Zusammenhang zwischen Gebrauch und Bildern zurück, also insbesondere die Deutung als „Bordellmarken“, und favorisierte eher den Einsatz als Spielsteine.
Bono Simonetta und Renza Riva gingen bei ihrer Analyse einen anderen Weg als Buttrey. Sie maßen den Motiven den höheren Charakteristikgrad bei und schlossen daher die Porträt-tesserae in den Überlegungen weitgehend aus. Den Buchstaben „A“ vor bestimmten Zahlen nahmen sie als Abkürzung für die Münzeinheit As bzw. Asses, womit den Spintrien eine Zahlfunktion zugekommen wäre. Insbesondere für Tiberius, aber auch für andere Kaiser berichten antike literarische Texte, dass diese Herrscher verboten hätten, Münzen – die alle ihr Porträt trugen – in Bordelle einzuführen. Demnach hätte es sich bei den Spintrien um Jetons gehandelt, die Bordellbesucher am Eingang gekauft hätten. Simonetta und Riva unterteilten die Spintrien anhand von stilistischen Kriterien der Bilder in drei Gruppen, die sie in Verbindung mit Informationen aus antiken Texten in eine zeitliche Reihenfolge brachten. Unter Tiberius habe es bereits bleierne tesserae zu diesem Zweck gegeben; diese hätten die Bordelle selbst ausgegeben. Doch die eigentlichen Spintrien seien erst in flavischer Zeit eingeführt worden. Dabei stellten Simonetta und Riva die Hypothese auf, dass Vespasian zentral bronzene Spintrien emittierte, die an öffentlichen Stellen wieder umgetauscht wurden. Dadurch hätte der Kaiser bequem eine Steuer erheben können. Nach Domitian habe es keine Hinweise mehr auf den Gebrauch von Spintrien gegeben. Die Autoren versuchen, ihre Deutung mit Textstellen zu untermauern, die von numismata und tesserae nummerariae sprechen. Die Beschriftung „AVG“ beziehen sie auf die ludi Augustales, eine öffentliche Feier, denn in Verbindung mit erotischen Szenen könne nicht der Kaiser selbst gemeint gewesen sein. Insbesondere die historische Deutung ist sehr schwach untermauert. Methodisch höchst problematisch erscheint die Annahme, eine erotische Darstellung müsse auf den Bereich der Prostitution hindeuten. So nahm man früher wegen der zahlreichen erotischen Bilder in der Innenraumgestaltung an, es habe unzählige Bordelle in Pompeji gegeben. Heute ist klar, dass viele dieser Darstellungen auch in gewöhnlichen Kneipen und in vielen Schlafzimmern völlig üblich waren.